# Isländische Badmintonmeisterschaft 1973
Die Isländische Badmintonmeisterschaft 1973 fand vom 28. bis zum 29. April 1973 in Reykjavík statt. Es war die 25. Auflage der nationalen Titelkämpfe von Island im Badminton.

## Finalresultate
| Disziplin    | Sieger                                      | Finalist                                    | Ergebnis            |
| ------------ | ------------------------------------------- | ------------------------------------------- | ------------------- |
| Herreneinzel | Haraldur Kornelíusson                       | Óskar Guðmundsson                           | 15-0, 15-4          |
| Dameneinzel  | nicht ausgetragen                           | -                                           | -                   |
| Herrendoppel | Haraldur Kornelíusson Steinar Petersen      | Garðar Alfonsson Sigurð Haraldsson          | 12-15, 17-14, 15-11 |
| Damendoppel  | Hanna Lára Palsdóttir Lovísa Sigurðardóttir | Hulda Guðmundsdóttir Jónina Niljóníusdóttir | 15-1, 15-7          |
| Mixed        | Haraldur Kornelíusson Hanna Lára Palsdóttir | Steinar Petersen Lovísa Sigurðardóttir      | 17-14, 15-9         |